# Dugganahalli, Krishnarajpet
Dugganahalli là một làng thuộc tehsil Krishnarajpet, huyện Mandya, bang Karnataka, Ấn Độ.